# 시라타키촌 (에히메현)
시라타키촌(白滝村)은 에히메현 기타군에 설치된 촌이다. 